# نکسوس ۴
نکسوس ۴ (به انگلیسی: ٔNexus4)چهارمین تلفن هوشمند اندرویدی سری نکسوس است. این گوشی توسط شرکت گوگل طراحی شده و توسط ال‌جی الکترونیکس تولید شده است.
این گوشی دارای پردازنده‌ی اشنپ‌دراگون اس۴ پرو می‌باشد و همراه با ۲ گیگابایت رم، ۸ یا ۱۶ گیگابایت حافظه داخلی (بدن درگاه حافظه جانبی) عرضه شده. این گوشی دارای یک دوربین ۸ مگاپیکسلی در عقب و یک دوربین جلو ۱٫۳ مگاپیکسلی می‌باشد. در ابتدا این گوشی با اندروید ۴.۲ یا آب نبات ژله‌ای (به انگلیسی: Jelly Bean) عرضه شد. همچنین این گوشی قابلیت شارژ بیسیم به روش القایی٬ قابلیت ان‌اف‌سی٬ وای‌دای و خروجی تصویری اچ‌دی‌ام‌آی را دارا است.
گوگل در تاریخ ۲۹ اکتبر ۲۰۱۲ این گوشی را معرفی کرد و در ۱۳ نوامبر سال ۲۰۱۲ آن را به بازار عرضه کرد. همچنین در ماه می ۲۰۱۳ گوگل نسخه سفید این گوشی را نیز معرفی کرد.
نسخه سیاه این گوشی قابلیت LTE را ندارد اما نسخه سفید دارای LTE می‌باشد.

## نرم‌افزار
مثل دیگر تلفن‌های سری نکسوس این تلفن دارای اندروید بدون تغییر می‌باشد و سریع‌تر از دیگر دستگاه‌های اندرویدی آپدیت‌های نرم‌افزاری را دریافت می‌کند. سیستم‌عامل این تلفن اندروید نسخه ۴٬۲ معروف به آبنبات ژله‌ای می‌باشد. پس از عرضه اندروید ۴.۲ گوگل نسخه ۴.۲.۱ را نیز عرضه کرد که در آن برخی مشکلات نرم‌افزاری به طور کامل مرتفع شد. امروز نسخه اندروید این تلفن قابل به‌روزرسانی به نسخه ۴.۴ (کیت‌کت) می‌باشد.